# اکتور آلتریو
اِکتور آلتریو (اسپانیایی: Héctor Alterio‎؛ زادهٔ ۲۱ سپتامبر ۱۹۲۹) بازیگر اهل آرژانتین است.
از فیلم‌ها یا برنامه‌های تلویزیونی که وی در آن نقش داشته‌است، می‌توان به زشت‌ترین زن جهان، شب پادشاهان، آرمان‌شهر، تانگوی وحشی، کامچاتکا، پسر عروس، پرورش کلاغ‌ها، گزارش رسمی، آتش‌بس، قزل‌آلا، کلئوپاترا، گوشت و خون اشاره کرد.